# 月バラ☆イレブン
月バラ☆イレブン（つきバライレブン）はフジテレビが2025年4月7日からスタートするバラエティ番組である。

## 概説
『月バラ☆イレブン』は23時枠でスタートするバラエティ番組で前身枠の『バラパラ』枠時代通じて単発バラエティ番組は初めて放送。

## 放送リスト
※太字はフジテレビアナウンサー
| 回 | 放送日   | 番組名                                                                                        | 司会                                                   | 備考     | 出典        |
| -- | -------- | --------------------------------------------------------------------------------------------- | ------------------------------------------------------ | -------- | ----------- |
| 1  | 04月07日 | このデートはフィクションです。（1stシーズン） #1                                              | 吉村崇（平成ノブシコブシ）                             | [ 注 1 ] | [ 2 ]       |
| 2  | 04月14日 | このデートはフィクションです。（1stシーズン） #3                                              | 吉村崇（平成ノブシコブシ）                             | [ 注 2 ] | [ 3 ] [ 4 ] |
| 3  | 04月21日 | このデートはフィクションです。（1stシーズン） #5                                              | 吉村崇（平成ノブシコブシ）                             |          | [ 5 ]       |
| 4  | 04月28日 | クイズ!ドレミファドン! 『パリピ孔明 THE MOVIE』と対決SP                                       | 中山秀征 進行：井上清華                                | [ 注 3 ] | [ 6 ]       |
| 5  | 05月05日 | クイズ!ドレミファドン! 『パリピ孔明 THE MOVIE』と対決SP                                       | 中山秀征 進行：井上清華                                | [ 注 3 ] | [ 6 ]       |
| 6  | 05月12日 | 世界で一番怖い答え #9（前編）                                                                 | 有田哲平（くりぃむしちゅー）                           |          | [ 7 ]       |
| 7  | 05月19日 | 世界で一番怖い答え #9（後編）                                                                 | 有田哲平（くりぃむしちゅー）                           |          | [ 7 ]       |
| 8  | 05月26日 | 密着!15人大家族うるしやま家「スーパー母ちゃん佳月ママ まさかの妊娠! ぜ～んぶ見せちゃうぞSP!」 | ナレーション：笠原留美                                 |          | [ 8 ]       |
| 9  | 06月02日 | 密着!15人大家族うるしやま家「佳月ママ超多忙! 長男のお嫁さんがやってくるぞSP!」                | ナレーション：笠原留美                                 |          |             |
| 10 | 06月09日 | 密着!15人大家族うるしやま家「佳月ママ 初めての夫婦旅行SP!」                                   | ナレーション：笠原留美                                 |          |             |
| 11 | 06月16日 | 密着!15人大家族うるしやま家「佳月ママが涙…大家族 初めての結婚式SP!」                          | ナレーション：笠原留美                                 |          |             |
| 12 | 06月23日 | 頂上決戦!人類VS最強AI                                                                         |                                                        |          |             |
| 13 | 06月30日 | ニッポン代表応援TV                                                                            | 小野伸二 宮近海斗(Travis Japan) 吉沢閑也(Ttavis Japan) |          |             |
| 14 | 07月7日  | ニッポン代表応援TV                                                                            |                                                        |          |             |
| 15 | 07月14日 | 世界一怖い答え #10                                                                            |                                                        |          |             |
| 16 | 07月21日 | 世界一怖い答え #11                                                                            |                                                        |          |             |
| 17 | 07月28日 | 世界一怖い答え #12                                                                            |                                                        |          |             |
| 18 | 08月06日 | 世界一怖い答え #13                                                                            |                                                        |          |             |

## ネット局
| 放送対象地域 | 放送局 | 系列 | 放送日時 | ネット状況 |
| ------------ | ------ | ---- | -------- | ---------- |